# Perizoma lineata
Perizoma lineata är en fjärilsart som beskrevs av Barend J. Lempke 1950. Perizoma lineata ingår i släktet Perizoma och familjen mätare. Inga underarter finns listade i Catalogue of Life.